# Nacaduba
Nacaduba is een geslacht van vlinders van de familie van de Lycaenidae, uit de onderfamilie van de Polyommatinae.

## Soorten
- N. albistola (Lucas, 1889)
- N. andamanica Fruhstorfer, 1910
- N. angusta (Druce, 1873)
- N. asaga Fruhstorfer, 1916
- N. berenice (Herrich-Schäffer, 1869)
- N. beroe (Felder & Felder, 1865)
- N. biocellata (Felder & Felder, 1865)
- N. cajetani Tite, 1963
- N. calauria (Felder, 1860)
- N. catochloris (Boisduval, 1832)
- N. cladara Holland, 1900
- N. coroneia Fruhstorfer, 1915
- N. cyanea (Cramer, 1775)
- N. deliana (Snellen, 1892)
- N. deplorans (Butler, 1875)
- N. dyopa (Herrich-Schäffer, 1869)
- N. glauconia Snellen, 1901
- N. glenis Holland, 1900
- N. hermus (Felder, 1860)
- N. kirtoni Eliot, 1984
- N. kurava (Moore, 1857)
- N. limbura Fruhstorfer, 1916
- N. lucana Tite, 1963
- N. major Rothcshild, 1915
- N. mallicollo Druce, 1892
- N. mioswara Tite, 1963
- N. neaira Fruhstorfer, 1916
- N. nerine (Grose-Smith, 1899)
- N. normani Eliot, 1969
- N. novaehebridensis Druce, 1892
- N. ollyetti Corbet, 1947
- N. pactolus (C. Felder, 1860)
- N. pavana (Horsfield, 1828)
- N. pendleburyi Corbet, 1938
- N. ruficirca Tite, 1963
- N. russelli Tite, 1963
- N. samoensis Druce, 1892
- N. sanaya Fruhstorfer, 1916
- N. schneideri (Ribbe, 1899)
- N. sericina Fruhstorfer, 1916
- N. sinhala Ormiston, 1924
- N. solta Eliot, 1955
- N. subperusia (Snellen, 1896)
- N. sumbawa Tite, 1963
- N. tahitiensis Hara & Hirowatari, 1989
- N. taiwana Matsumura, 1929
- N. takamukuana Matsumura, 1929
- N. tristis Rothschild, 1917
- N. zaron Müller, 2002

### Status onduidelijk
- N. coelestis de Nicéville
- N. dobbensis Druce
- N. hermana Fruhstorfer